# Maria Padilla (Donizetti)
Maria Padilla és una òpera en tres actes de Gaetano Donizetti sobre llibret de Gaetano Rossi. Es va estrenar al Teatre La Scala de Milà, durant la temporada de Carnaval i Quaresma, el 26 de desembre de 1841, sota la direcció d'Eugenio Cavallini.

## Context
L'obra s'inspira en la figura històrica de Maria de Padilla, amant i més tard dona de Pere I de Castella, el Cruel. El 29 d'octubre de 1838 es va estrenar a París el drama Maria Padilla, una tragèdia en cinc actes de Jacques-François Ancelot. Donizetti va assistir a alguna de les representacions de la tragèdia i va quedar impactat pel tema. L'obra d'Ancelot és lleugerament diferent, en ella el rei don Pedro es casa amb Blanca de França, a la qual mata Maria Padilla al final del cinquè acte, abans de suïcidar-se d'avant el seu pare, que en aquell precís moment recupera el seny i la reconeix.
Una història diferent de Maria Padilla havia estat portada abans a l'escena operística en 1837, amb llibre de Joseph Bernard Rosier i música de Alexandre Pierre Joseph Doche, en una òpera en tres actes, un pròleg i un epíleg.
El llibret de l'òpera de Donizetti va ser un treball conjunt d'ell i de Gaetano Rossi. Donizetti va passar un temps inusual amb la composició d'aquesta òpera, començada l'estiu de 1841 i acabada durant els assajos de l'estrena de l'obra, pel fet que la censura no va admetre el final previst, amb el suïcidi de la protagonista. L'edició de la reducció a piano de Giovanni Ricordi porta la dedicatòria a la soprano principal de l'estrena, Sophie Löwe.
L'estrena no va ser un triomf com el de Lucia di Lammermoor, però es pot dir que va ser un èxit. Maria Padilla va ser representada continuadament durant venti-quatre nits a la primera temporada de La Scala de Milà, durant la temporada de Carnaval i Quaresma. El dia 1 de març de 1842, va ser representada a Trieste, i després el mateix any a Nàpols, on es va representar uns quants anys. La temporada de Carnaval de 1843 l'òpera va arribar al Teatre La Fenice de Venècia, constituint un fracàs. Fora d'Itàlia, Maria Padilla es va representar Lisboa (1846) i a Viena (1847), en Torí en 1854 i més tard va desaparèixer totalment del repertori. El 1973 es va dur a terme una representació a Londres, i des de llavors és programada de tant en tant: de nou a Londres el 1979, a Parma el 1982, a Omaha el 1990 (amb Renée Fleming com Maria), a Boston el 2008 i més recentment de nou a Londres en 2012.
A Espanya es va representar Madrid, al Teatre del Circ, el 8 de febrer de 1846. Consta també un seguit de representacions a Cadis, sent la primera la del 13 d'abril de 1850 al Teatre Principal.
Musicalment l'obra pertany al belcantisme més pur, amb l'orquestra permanentment en un segon pla, oferint suport a les agilitats contínues dels cantants. El paper de la protagonista Maria va ser escrit per a la soprano Sophie Löwe, en plenes facultats vocals als seus 26 anys. Una curiosa característica de l'obra indica que els papers protagonistes masculins també es va escriure pensant en els cantants que els estrenarien: el jove don Pedro és un paper per a baríton mentre que el vell don Ruiz és un paper per a tenor. El cantant Giorgio Ronconi era un jove cantant baríton, ideal pel paper de don Pedro, mentre que Domenico Donzelli es trobava al final de la seva carrera com a tenor. De fet es va retirar poc després de les representacions de Maria Padilla.

## Personatges
| Personatges                     | Tessitura    | Intèrprets estrena 26 de desembre de 1841    |
| ------------------------------- | ------------ | -------------------------------------------- |
| Don Ruiz de Padilla             | tenor        | Domenico Donzelli                            |
| Maria Padilla, fila de Don Ruiz | soprano      | Sophie Löwe                                  |
| Ines Padilla, germana de Maria  | soprano      | Luigia Abbadia                               |
| Don Pedro de Castella           | baríton      | Giorgio Ronconii                             |
| Don Ramiro, duc d'Alburquerque  | baix         | Gaetano Rossi                                |
| Francisca, institutriu de Maria | mezzosoprano | Teresa Ruggeri                               |
| Don Luis, comte d'Aguilar       | tenor        | Raineri Pochini                              |
| Don Alfonso de Pardo            | baix         | Agostino Berini                              |
| Blanca de França                |              | (paper sense veu, només presència en escena) |

## Argument[5]
Lloc: Castella
Època: Meitat del Segle XIV, primer acte durant el regnat d'Alfons XI de Castella, després durant el regnat de Pere I de Castella.

### Acte I
Castell de Padilla.
Durant els preparatius pel casament d'Ines Padilla amb el comte Luis d'Aguilar, Maria explica un somni a la seva germana. Al somni es veu ella mateixa coronada com a reina. Ines adverteix Maria contra les expectatives exagerades, però l'ambició s'ha apoderat de Maria. Durant les festivitats de les noces, el comte Pedro Méndez vol segrestar Maria. Ell és el futur rei de Castella Pere el Cruel. Quan entra al dormitori de Maria, ella el vol apunyalar per defensar el seu honor, però ell li jura el seu amor, i de sobte Maria veu el compliment dels seus somnis al seu abast, obligant a Pere a fer-li una promesa de matrimoni. Aleshores Maria es deixa segrestar.

### Acte II
Dos anys després. Palau del rei Don Pedro a Sevilla.
Un sumptuós banquet al palau. Maria és l'esposa secreta de Don Pedro, oficialment només la seva amant. És menyspreada en la cort per la seva unió il·legítima, i la seva baixa noblesa. El conseller del rei, Duc d'Alburquerque, vol llançar Maria a una carrera política, fent una aliança dinàstica de Don Pedro amb la família reial francesa mitjançant el corresponent matrimoni. Don Ruiz, pare de les germanes Padilla, arriba al palau tot plorant la pèrdua del seu honor i la vergonya de la seva filla. Ofenc al rei i el repta a un duel, que impedeixen que els cortesans. Condemnat a mort i a punt de la seva execució, María obté el perdó de Don Pedro.

### Acte III
Una sala modesta a la casa del comte d'Aguilar a Sevilla.
Don Ruiz s'ha tornat boig. Arriba Maria per tal d'aconseguir el perdó del seu pare. Maria canta intentant que la reconegui el pare, malgrat la seva bogeria. Per justificar-se, Maria mostra al seu pare una promesa de matrimoni escrita per Don Pedro. El pare s'enuig només de sentir el nom del rei, i llança la carta al foc. Tothom dona per fet que Blanca de França serà la futura reina, i Maria sembla perduda.
Per fi tenen lloc les noces del rei de Don Pedro amb Blanca. Don Pedro vol coronar Blanca com a reina i Maria s'afanya, recordant al rei el seu jurament, en demanar la corona per a si mateixa. Ines porta al boig Don Ruiz, i tot plegat remou la consciència del rei, qui reconeix la seva culpa i malgrat les protestes dels cortesans i de l'ambaixador de França, admet casar-se amb Maria. La nova promesa de don Pedro provoca tal esclat d'alegria a Maria que el seu cor no pot suportar-ho i mor.

## Discografia
| Any  | Rol (Maria,Ines,Ruiz,Pedro,Ramiro,Luis)                                                         | Director, Orquestra i Cors                                                                                    | Segell |
| ---- | ----------------------------------------------------------------------------------------------- | --- | --- |
| 1973 | Janet Price, Margreta Elkins, Gunnar Drago, Christian du Plessis, Malcolm King, Patricia Sabin  | Kenneth Montgomery Bournemouth Sinfonietta i Cor Opera Rara (en directe, Queen Elizabeth Hall de Londres)     | LP: Unique Opera Records Corporation UORC 155 (1973) BJRS 135-3 (1981) Cassette: Charles Handelman - Live Opera 03721 CD: Celestial Audio CA 081 |
| 1980 | Lois McDonall, Della Jones, Graham Clark, Christian du Plessis, Roderick Earle, Ian Caley       | Alun Francis London Symphony Orchestra i Cor Geoffrey Mitchell                                                | CD: Opera Rara ORC 6 |
| 1990 | Renée Fleming, Stella Zambalis, Hans Gregory Ashbaker, Motti Kaston, Dan Smith, Arturo Valencia | John DeMain Orquestra i Coro de l'Opera de Omaha (en directe a l'auditori Joslyn Art Museum, Omaha, Nebraska) | CD: Premiere Opera CDNO 8932 |